# Sadendjyz
Nella mitologia osseta, Sadendjyz è un luogo mitico, comandato da un Signore, nemico giurato di Uryzmæg.
Il Ciclo dei Narti narra che la vecchiaia di Uryzmæg rese l'eroe triste, tanto che ad un certo punto si recò alla piazza del villaggio e chiese pubblicamente, per due giorni di seguito, che fosse costruita una cassa per contenerlo e che una volta entratovi, questa fosse gettata in mare. I giovani seppur riluttanti diedero corso al volere e Uryzmæg fu lasciato in mare con viveri per una settimana, la cassa navigò sino alla foce di un fiume dove si abbeveravano i cavalli del Signore di Sadendjyz. Qui i servitori del signore tirarono a riva la cassa e vi trovarono l'eroe addormentto, lo interrogarono su chi fosse e da dove venisse, quando impararono la sua identità lo portarono in catene a una torre, perché il Signore di Sadendjyz era un suo nemico che da anni ambiva a catturarlo.
Dopo un lungo tempo di prigionia Uryzmæg fu condotto davanti al Signore che chiese quale riscatto era disposto a pagare per la liberazione, l'eroe disse che il popolo narte avrebbe pagato un grande riscatto per riaverlo, composto da buoi a un corno, buoi a due corna, a tre, a quattro e a cinque, e il Signore di Sadendjyz mandò un'ambasceria al villaggio, composta da un uomo nero e un uomo biondo. Al villaggio ci fu molta apprensione perché nessuno aveva mai sentito parlare di buoi a tre, quattro e cinque corna. Ma Satana lesse il messaggio in codice dei buoi come l'invio di un grande esercito per razziare il paese di Sadendjyz. 
Uryzmæg contò approssimativamente il tempo che ci sarebbe voluto per far arrivare l'esercito, poi parlò al Signore di Sadendjyz invitandolo a mandare i propri uomini disarmati incontro al fantomatico riscatto, onde non spaventare gli animali. Nel frattempo salì con il signore in cima ad una torre per controllare quanto stava accadendo all'orizzonte. Quando gli uomini disarmati arrivarono appresso all'esercito furono massacrati, ed Uryzmæg lanciò giù dalla torre il Signore di Sadendjyz, accogliendo poi il suo esercito e tornando con lui al villaggio.

## Origine
Sadendjyz è una evidente deformazione di Sau Dendjyz ovvero Mar Nero, tuttavia Abaev interpreta la parola furd, ovvero il luogo dove è stata deposta la cassa contenente Uryzmæg, nel nome scitico del fiume Prut, conosciuto da Erodoto come Porata e che altri antichi testi chiamano Alanus Fluvius.

## Gerontocrazia
Era usanza nelle antiche popolazioni di origine scitica il suicidio degli anziani, questa leggenda invita alla riflessione su tale usanza e rappresenta certamente una sorta di giustificazione ad una successiva riforma che abolisse tale pratica, ed allo stesso tempo all'instaurazione della gerontocrazia viva e funzionante fino almeno alla metà del XX secolo.